# Saison 13 de Columbo
Chronologie
Saison 12 Saisons 14 à 18
La saison 13 de la série télévisée Columbo comporte trois épisodes diffusés d'octobre 1993 à mai 1994.

## Épisode 1:Le Meurtre aux deux visages
- États-Unis : ABC, 31 octobre 1993
- France : TF1, 10 novembre 1994

Vincent McEveety
- Musique : de Richard DeBenedictis, Concerto pour violon nº 2 de Mendelssohn, Bye Bye Blackbird
- Durée : 91 minutes

- Faye Dunaway (Lauren Stanton) (VF : Evelyn Selena)
- Claudia Christian (Lisa) (VF : Séverine Morisot)
- Armando Pucci (Nick Franco) (VF : Daniel Gall)
- Bill Macy (Mr Ruddick)
- John Finnegan (Barney) (VF : René Bériard)
- Doug Sheehan (en) (Sergent Riley) (VF : Julien Thomast)

- Avec cet épisode, Peter Falk signe le seul scénario de sa carrière.
- Dans le générique, à 55 secondes, plan sur la fontaine, on entrevoit que ce qui est montré comme un travelling avant est en réalité tourné en travelling arrière : l'eau "remonte" dans la fontaine[1].
- Le Concerto pour violon nº 2 de Mendelssohn a été joué dans l’ordre inverse[1].
- Chose inédite, Columbo semble succomber au charme de la suspecte en se laissant embrasser à deux reprises.
- À la fin de l'épisode, il se montre compatissant et laisse la fille de Lauren s’échapper. Le fait n'est toutefois pas nouveau, car Columbo laisse aussi filer l’assassin de l'épisode La Femme oubliée.
- On peut rapprocher ce meurtre avec celui de l'épisode Plein cadre, notamment l'utilisation de la couverture chauffante pour maquiller l'heure du crime.

## Épisode 2:Face à face
- États-Unis : ABC, 10 janvier 1994
- France : TF1, 24 novembre 1994

Dennis Dugan
- Durée : 89 minutes

- William Shatner (Fielding Chase) (VF : Patrick Floersheim)
- Molly Hagan (Victoria 'Vicky' Chase) (VF : Laurence Crouzet)
- Jack Laufer (Gerald 'Gerry' Winters) (VF : Olivier Destrez)
- Richard Kline (Louis 'Lou' Cates) (VF : Michel Paulin)
- Yorgo Constantine (en) (l'homme de la station)
- Mark Lonow (Theodore 'Ted' Malloy) (VF : Jacques Serres)
- Beverly Leech (Deiredre 'Deedee' Ross)
- Brian Markinson (l'agent de Deirdre)

Fielding Chase, animateur radio roué et manipulateur, à Los Angeles, apprend un jour que sa fille adoptive Victoria - pour laquelle il éprouve des sentiments troubles - veut le quitter pour devenir écrivain à New York avec l'aide de Gerry Winters.
Pour empêcher ça, il décide d'éliminer Gerry. Il se forge un alibi imparable : lorsqu'il va tuer Gerry chez lui, il l'appelle depuis la pièce voisine en faisant croire, grâce à un transfert d'appel, qu'il se trouve à des kilomètres de là. Le meurtrier se paie même le luxe d'appeler ensuite police-secours depuis sa voiture, feignant avoir aussitôt pris la route, fou d'inquiétude, pour aller sur place, prétendant avoir entendu des coups de feu avant que la communication s'interrompe. 
- Second passage de William Shatner après l'épisode Deux en un en 1976. Dans ces deux épisodes, les deux personnages qu'il interprète assassinent leur victime de la même manière, en tirant un coup de feu dans le dos.
- Second passage de Molly Hagan après l'épisode Ombres et lumières en 1989.
- C'est le dernier épisode écrit par Peter S. Fischer, talentueux scénariste des saisons 3 et 4, et créateur de la série policière Arabesque avec Richard Levinson et William Link.
- Columbo déclare à propos de sa 403, qu'il l'a fait réviser « il y a un mois » car « quand on roule en véhicule de collection, il faut savoir l'entretenir pour ne pas perdre les 3/4 de la valeur ».
- La propriété du suspect est équipée d'un funiculaire permettant de passer des équipements sportifs de la partie basse au lieu de vie dans la partie haute.
- Cet épisode aborde différents sujets qui constituent :
  - une actualité de l'époque, comme le trou dans la couche d'ozone. Columbo interroge le suspect à ce propos. Celui-ci exprime son scepticisme en déclarant qu'il s'agit d'une crainte d'écologistes peureux.
  - une nouveauté technologique de l'époque, comme les téléphones portables (appelés téléphones cellulaires dans cet épisode), potentiellement en référence à Star Trek. Columbo découvre  grâce à un appareil prêté par un revendeur que leur coût est de 800 dollars et que les communications ne sont pas possibles dans les montagnes de Malibu, invalidant la déclaration du suspect
  - une évolution sociétale encore rarement évoquée dans les œuvres de fiction de l'époque, comme l'homosexualité de la victime

## Épisode 3:Columbo change de peau
- États-Unis : ABC, 2 mai 1994
- France : TF1, 13 novembre 1995

Vincent McEveety
- Durée : 89 minutes

- Ed Begley Jr (Irving Krutch) (VF : Jean Roche)
- Burt Young (Mo Weinberg) (VF : Serge Lhorca)
- Harrison Page (Detective Sgt. Arthur Brown) (VF : Med Hondo)
- Shera Danese (Geraldine Ferguson) (VF : Catherine Lafond)
- Edward Hibbert (Bramley Kahn) (VF : Michel Paulin)
- Kristin Bauer (Suzie Endicott) (VF : Natacha Muller)
- Albie Selznick (en) (Detective McKittrick)
- Joe Chrest (Mercer)
- Robert Donner (Sergent Zeke Rivers) (VF : Patrice Keller)
- Hank Garrett
- Tyne Daly (Dorothea McNally) (VF : Marion Game)
- Penny Santon (Lucia)

- Un épisode inhabituel de Columbo, un peu déroutant. Columbo enquête ici à la fois sur le meurtre et sur le cambriolage en cherchant à retrouver tous les morceaux de la photo, répartis entre les participants du hold-up. L'atmosphère de l'épisode est très différente du reste de la série, l'épisode étant davantage une chasse au trésor qu'une véritable enquête policière ; on ignore notamment qui est le meurtrier jusqu'à la fin, d'autant que les meurtres se succèdent durant cet épisode (ce qui est rarissime dans cette série).
- Plusieurs particularités de cet épisode : c'est le second épisode dans lequel on voit Columbo tenir un revolver (le premier étant À chacun son heure) et le seul dans lequel il est molesté. Dans cet épisode, on constate qu'il aime le porto et qu'il ne refuse pas, comme souvent, les verres d'alcool. On voit également Columbo poser un baiser sur la bouche de Tyne Daly (Dorothea McNally) pendant son audition.
- Cinquième apparition de Shera Danese, seconde épouse de Peter Falk, dans la série.
- La présence, dans cet épisode, de Burt Young. À noter que Serge Sauvion, la voix française de Peter Falk, fut parallèlement celle de Young. Sauvion doublant ici Falk, Young est de ce fait doublé par Serge Lhorca.
- Dans la version française, une erreur de traduction intervient à l'écran quand il est indiqué qu'une scène se déroule un mardi matin ; comme la scène précédente était un mercredi soir et la suivante un vendredi matin, cela ne pouvait être qu'un jeudi.
- Comme c'est souvent le cas dans la série, une modification de numéro sans raison est faite dans la version française : lorsque l'agent Rivers montre une photo d'un parcmètre à Mlle Endicott vers 1 h 25 min 30, il indique qu'il se trouve au 202 South Kirby, or on voit le numéro 220 sur l'entrée derrière. Aucune erreur dans la VO.